# Référendum constitutionnel kirghize de 1996
Le référendum constitutionnel kirghize de 1996 est un référendum ayant eu lieu le 10 février 1996 au Kirghizistan. Il vise à l'ajout de plusieurs amendements à la constitution. Il a été approuvé à 98,6 % avec une participation de 96,6 %.